# 何迥秀
何迥秀（16世紀—17世紀），北直隸真定府真定縣人，明朝、南明、清朝政治人物。

## 生平
何迥秀是天啟元年（1621年）順天鄉試舉人，授盩厔知縣，盩厔人奸詐而好攻擊他人，官府有五六年無法收租稅，他到任後首先查探民間疾苦，罷去不便並提出有益人民的政策，又阻止防兵入駐豆村；他個性恬淡不奢侈，粗衣淡食如寒素，當年夏天不下雨，他在各祠廟祈禱後甘霖立下，秋天豐收人民歌頌，後他調任壽張知縣，盩厔人為他立生祠及名宦祠，入清朝後改任山西太平知縣，以仁治理縣事，教導士子有法。

## 引用
1. 1 2  光緒《正定縣志·卷三十八·政事》：何迥秀 天啟辛酉舉人，筮仕得秦中盩厔令，邑風偷俗變，其民好訐而尚狙詐，租稅不入官者五六年矣，視篆之初首詢民瘼，有不便於民者輙罷之，有益於民者咸舉之，素性儉淡，不樂侈靡，粗衣糲食如韋布然，是歲夏數月不雨，禱於諸祠甘霖立霈，秋以稔民歌有年，尋調山東壽張，盩人為立生祠兼祀名宦，後任太平有政績載縣志。
2. ↑  乾隆《盩厔縣志·卷六·職官》：何迥秀，北直真定舉人，崇禎年任，節儉寬和，防兵欲入駐豆村，力阻之，一境以安，民立祠祀焉，子澄後登進士第。
3. ↑  錢海岳《南明史·卷三十五·列傳第十一》：（弘光）時山東疆吏：……何迥秀，獲鹿人。天啟元年舉於鄉。壽張知縣。
4. ↑  光緒《（山西）太平縣志·卷八·職官》：何迥秀 順治中知縣事，仁心為質，課士有方